# Katastrofa kolejowa pod Pomereczem

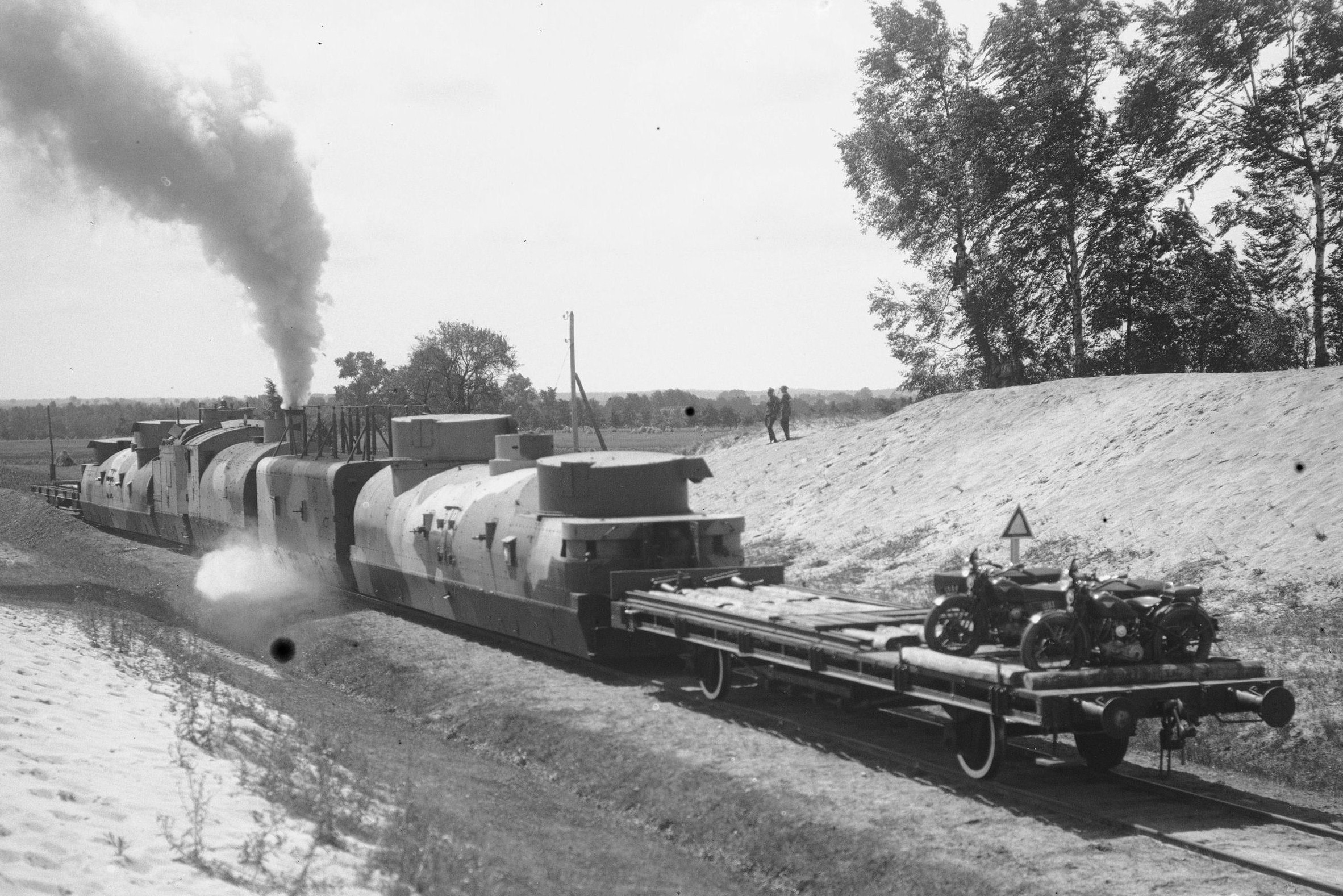
Pociąg pancerny „Danuta”

Katastrofa kolejowa pod Pomereczem – wypadek kolejowy pod wsią Pomerecz (obecnie na Litwie), w ówczesnym województwie wileńskim II Rzeczypospolitej, z udziałem dwóch pociągów pancernych Wojska Polskiego.

## Okoliczności i przyczyny katastrofy
We wtorek 9 września 1924 roku o godzinie 1:00 pociągi pancerne Nr 5 „Danuta” i Nr 12 „Generał Sosnkowski” wyjechały z Wilna, a o godzinie 3:55 ze stacji kolejowej Olkieniki. Oba pociągi poruszały się jako jeden skład z dwoma pojazdami trakcyjnymi – prowadził pociąg „Danuta”.
O godzinie 4:07 na 351 kilometrze linii kolejowej Warszawa – Wilno, przed mostem na Mereczance doszło do wykolejenia obu pociągów. Już pierwszego dnia przyjęto, że bezpośrednią przyczyną katastrofy była „karygodna nieostrożność” i „nieoględna jazda” maszynisty pociągu pancernego, który „w zbyt szybkim biegu minął znaki ostrzegawcze i nie zważając na zamknięty semafor, wjechał na ślepy tor, powodując wykolejenie i częściowe rozbicie się pociągu”.
W katastrofie zginął jeden oficer i jeden żołnierz. Trzech oficerów i jeden żołnierz zostali ciężko ranni, a kolejnych trzech oficerów i siedemnastu żołnierzy – lekko rannych. Uszkodzone zostały dwa parowozy oraz zniszczone dwa wagony osobowe i sześć wagonów towarowych. Na miejsce wypadku udali się: delegat rządu Walery Roman, inspektor armii generał dywizji Edward Śmigły-Rydz, prezes dyrekcji wileńskiej PKP Staszewski, komendant Policji Państwowej Okręgu XVI Wileńskiego Bronisław Praszałowicz, starosta powiatu wileńsko-trockiego Grabowski oraz prokurator wojskowy i cywilny sędzia śledczy.
Oficjalne czynniki państwowe wykluczyły, by katastrofa spowodowana była działaniem przestępczym. „Polska Zbrojna”, organ prasowy Wojska Polskiego informował o katastrofie wyłącznie jednego pociągu pancernego – „Danuty”, natomiast z ustaleń dziennikarzy wileńskiego „Słowa” wynikało, że w katastrofie uczestniczył również pociąg „Generał Sosnkowski”. Dziennikarze „Słowa” informowali, że „idące w kierunku Warszawy składy dwóch pancerek, z szybkością 60 km/h najechały, prawdopodobnie wskutek złej sygnalizacji, na ślepy tor koło mostu na Mereczance. Katastrofa była tym straszniejsza, że pancerki prowadzone były przez dwie lokomotywy, jedną z przodu, drugą z tyłu. Maszynista czołowego parowozu w chwili, gdy ujrzał, że znajduje się na ślepym torze dał kontrparę, lecz lokomotywa z tyłu pracowała normalnie i wskutek tego zderzenie wewnętrzne było jeszcze bardziej spotęgowane. Środkowe wagony składu pociągu spiętrzyły się jeden na drugim. Wskutek zderzenia amunicja, znajdująca się w wagonach, wybuchła i to jeszcze bardziej zwiększyło rozmiary katastrofy”. Ponadto gazeta informowała, że we wtorek o godzinie 13:20 na stację Wilno przyjechał pierwszy pociąg sanitarny, w którym znajdowało się 14 rannych żołnierzy. Część lekko rannych, po opatrzeniu, pozostała na miejscu katastrofy.
Udział drugiego pociągu pancernego potwierdził „Dziennik Białostocki”, a ponadto precyzował, że to pociąg „Danuta” uderzył w zaporę ustawioną na końcu ślepego toru. Nie doszło do eksplozji materiałów wybuchowych i amunicji, ale znaczne jej ilości miały utrudniać akcję ratunkową. Na miejsce katastrofy o godzinie 8:00 wyjechały z Wilna dwa pociągi ratunkowe z lekarzami wojskowymi. Dziennik informował swoich czytelników także o tym, że oba pociągi wracały z Kresów Wschodnich po zakończeniu „akcji oczyszczania tych okolic od band dywersyjnych sowieckich i litewskich”. Oba pociągi wchodziły w skład Dywizjonu Ćwiczebnego Pociągów Pancernych, stacjonującego w garnizonie Jabłonna.
13 września 1924 roku Inspektorat Armii Nr 2 w Wilnie na łamach prasy dementował krążące pogłoski jakoby maszynista Jaworski oraz pomocnik maszynisty Matuszewski byli pijani oraz informował, że obaj żołnierze przed wstąpieniem do służby wojskowej pracowali w tym samym charakterze na kolei.
W dniach 27 i 28 lutego 1925 roku przed Wojskowym Sądem Okręgowym Nr 3 w Wilnie odbyła się rozprawa przeciwko starszemu pionierowi-maszyniście Feliksowi Jaworskiemu, maszyniście Matuszewskiemu i maszyniście Porczykowi oraz nadkonduktorowi Kaczyńskiemu. 1 marca 1925 roku sąd uniewinnił wszystkich oskarżonych od odpowiedzialności za spowodowanie katastrofy. Odwołanie od wyroku wniósł prokurator. W czerwcu 1925 roku Najwyższy Sąd Wojskowy w Warszawie „pozostawił skargę prokuratora bez skutku i wyrok sądu pierwszej instancji zatwierdził. W czasie przewodu sądowego ustalono, że oskarżeni pełnili służbę bez zarzutu, w bardzo ciężkich warunkach, gdyż nie znali szlaku, nie mieli zegarków i jechali w nocy, w całkowitej ciemności i mgle. Ponadto sygnał wjazdowy ustawiony w pozycji „stój” nie był oświetlony. Właściwą przyczyną katastrofy było tzw. „żeberko”, czyli ślepy tor, na który kierowano pociągi, gdy sygnał wjazdowy był ustawiony w pozycji „stój”. To „żeberko” było zbyt krótkie i ułożone spadziście tak, że stało się istną pułapką dla pociągu pancernego.

## Ofiary
Zginęli:
- porucznik Aleksander Stanisław Mieszczankowski, urodzony 21 października 1898 roku w Skierniewicach, wnuk powstańca styczniowego, uczestnik wojny polsko-bolszewickiej, absolwent Szkoły Podchorążych Artylerii w Poznaniu, po ukończeniu której został przydzielony do 8 Dywizjonu Artylerii Konnej w Białymstoku na stanowisko komendanta Oddziału Rekrutów[7]; 9 maja 1924 roku został awansowany na porucznika ze starszeństwem z 1 stycznia 1924 roku i 15. lokatą w korpusie oficerów artylerii[8], a 3 lipca 1924 roku otrzymał przeniesienie do 12 Dywizjonu Artylerii Konnej w Ostrołęce[9],
- plutonowy Morajda (Morejda[10]).

Zmarli w następstwie obrażeń ciała doznanych w katastrofie:
- porucznik Eugeniusz Konstanty Sas-Jaworski, urodzony w 1901 roku, porucznik ze starszeństwem z 1 sierpnia 1921 roku w korpusie oficerów artylerii, w 1923 roku służył w 8 Dywizjonie Artylerii Konnej w Białymstoku[8]; zmarł 19 września 1924 w Wilnie[11],
- porucznik Stefan II Stefański z 30 Pułku Strzelców Kaniowskich, zmarł 9 września 1924 roku w szpitalu kolejowym w Wilnie, został pochowany w poniedziałek 15 września 1924 roku na Cmentarzu Wojskowym na Powązkach[12].

Ciężko ranni:
- szeregowiec Sidorowicz,
- szeregowiec Lapodnik.

Lekko ranni:
- porucznik Danilewski (?)